# Зора (име)
Зора је српско женско име словенског порекла, а јавља се и код других словенских народа: Македонаца, Хрвата, Словенаца, Чеха и Словака.
Име је изведено од словенског назива за зору.
Имену Зора блиска су имена Зорица, Зорка и Зорана, која су изведена од њега. Мушки облик овог имена је Зоран.